# Katarina af Navarra
Katarina af Navarra (født 1468, død 12. februar 1517) var regerende dronning af Navarra fra 1483 til 1517.
Hun var datter af Gaston af Foix, fyrste af Viana og Magdalena af Frankrig, søster til Ludvig 11. af Frankrig. Hun var sønnedatter af dronning Eleonora af Navarra, gift med Jean d'Albret, der blev hendes medregent i 1484, og mor til kong Henrik 2. af Navarra.